# 莫尼亞克 (喬治亞州)
莫尼亞克（英語：Moniac）是位於美國喬治亞州查爾頓縣的一個非建制地區。該地的面積和人口皆未知。

## 地理
莫尼亞克的座標為30°31′06″N 82°13′30″W / 30.51833°N 82.22500°W，而該地的平均海拔高度為35米（即115英尺）。